# Charles Jean Bernard
Charles Jean Bernard (* 5. Dezember 1876 in Genf, Schweiz; † 29. Juli 1967 in Amsterdam, Niederlande) war ein niederländischer Botaniker und Naturschützer. Sein offizielles botanisches Autorenkürzel lautet „C.Bernard“

## Leben und Wirken
Charles Jean Bernard war nach Promotion ab 1905 Vorsteher der wissenschaftlichen Laboratorien am botanischen Garten von Buitenzorg (Java). 1907 wurde er dort Direktor der Versuchsstation für den Teebau. Von 1928 bis 1933 war er Direktor des Ackerbau-, Industrie- und Handelsdepartements in Niederländisch-Indien.
Bernard war ein Pionier auf dem Gebiet des Naturschutzes und 1948–1954 erster Präsident der Internationalen Union für den Schutz der Natur (IUPN). Als Botaniker befasste er sich mit heimischen Orchideen.

## Ehrungen
- Ehrenpräsident der International Union for Conservation of Nature and Natural Resources
- 1953: Großes Verdienstkreuz der Bundesrepublik Deutschland